# Charlesfort
Charlesfort a été l'un des bastions de défense de la colonie de la Floride française au XVIe siècle. Le site, sur Parris Island, dans l'actuelle Caroline du Sud, a été fouillé dans les années 1980. Il contient les fondations du fort ainsi que de la mission espagnole Santa Elena qui l'a supplanté.

## Histoire de l'établissement à Charlesfort
En 1562, Gaspard II de Coligny relance le projet de colonisation vers l'Amérique du Nord, après l'échec de celui de la France antarctique au Brésil.
Le 1er mai, le capitaine Jean Ribault, secondé par René de Goulaine de Laudonnière, remonte le cours de la rivière St. John peuplé de populations Timucuan. Il arrive avec plusieurs navires et 150 hommes pour établir une colonie huguenote.
Il débarque le 17 mai 1562 et pour abriter un groupe de volontaires fonde un premier fort, nommé Charlesfort, en l'honneur du roi Charles IX de France.
Le capitaine donne au fort une longueur de seize toises sur treize de large, et une fois mesuré par les capitaines Salles et Laudonnière, les hommes d'équipage vinrent fortifier cette place.
Le capitaine Albert prend alors le commandement du fort et de ses hommes.
Après quelques semaines, Ribault s'en retourne en France chercher des renforts, des biens et du matériel. Mais il est capturé au large de la France par les Anglais. Ses plans sont contrariés et il ne peut, momentanément, retourner en Floride française.
En 1563, la garnison — restée sur place — ne voit pas revenir son chef. Les soldats se querellent et des bâtiments sont incendiés. Malgré les relations amicales avec les tribus des Saturiwas et des Tacatacurus, toutes les deux de la famille linguistique Mocama, l'hostilité d'une autre tribu amérindienne environnante (Utina) n'arrange pas la situation, qui se dégrade au point que la plupart des colons partent sur plusieurs frêles esquifs. 
Certains d'entre eux seront recueillis par les marins britanniques des Colonies anglaises voisines, alors que d'autres se perdront en mer en voulant rejoindre la France.
Les forces espagnoles, conduites par Hernando de Manrique de Rojas (en), débarquèrent sur Parris Island et détruisirent le fort, abandonné de sa garnison française. Ils s'installèrent par la suite sur cette île et réédifièrent un nouveau fort sur le lieu même des fondations de Charlesfort, la mission Santa Elena, qui deviendra la capitale de la Floride espagnole jusqu'en 1587.

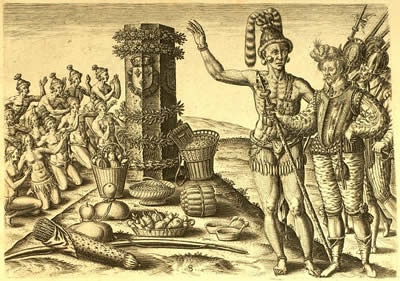
Jean Ribault prend possession de la Floride française en 1562 et fait édifier le bastion de Charlesfort.

## La redécouverte de Charlesfort
Le site du fort a fait l'objet de plusieurs fouilles au cours du XXe siècle, en particulier à partir de 1979. Si la présence espagnole sur le site est reconnue dès les années 1950, ce n'est que dans les années 1990 que l'on prend conscience du fait qu'elle a été précédée par une occupation française, et que l'on identifie le site à Charlesfort. Il a été classé National Historic Landmark en 2001.

## Bibliographie

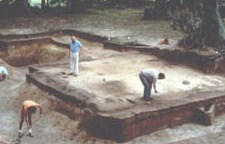
Fouilles sur le site du fort.